# Sagano Scenic Railway
Le Sagano Scenic Railway (嵯峨野観光鉄道, Sagano Kankō Tetsudō) est un chemin de fer touristique de la préfecture de Kyoto au Japon. Il emprunte une ligne de 7,3 km qui suit la rivière Hozu à l'ouest d'Arashiyama. Ce chemin de fer est particulièrement apprécié lors de la floraison des cerisiers au printemps et lors du changement de couleur des feuilles en automne.

## Histoire
Le Sagano Scenic Railway a été créé en 1990 par la JR West dans le but de réutiliser une portion de la ligne principale Sanin devenue inutilisée après l'ouverture d'un nouveau tronçon plus direct en 1989. Son exploitation commence en 1991.

## Liste des gares

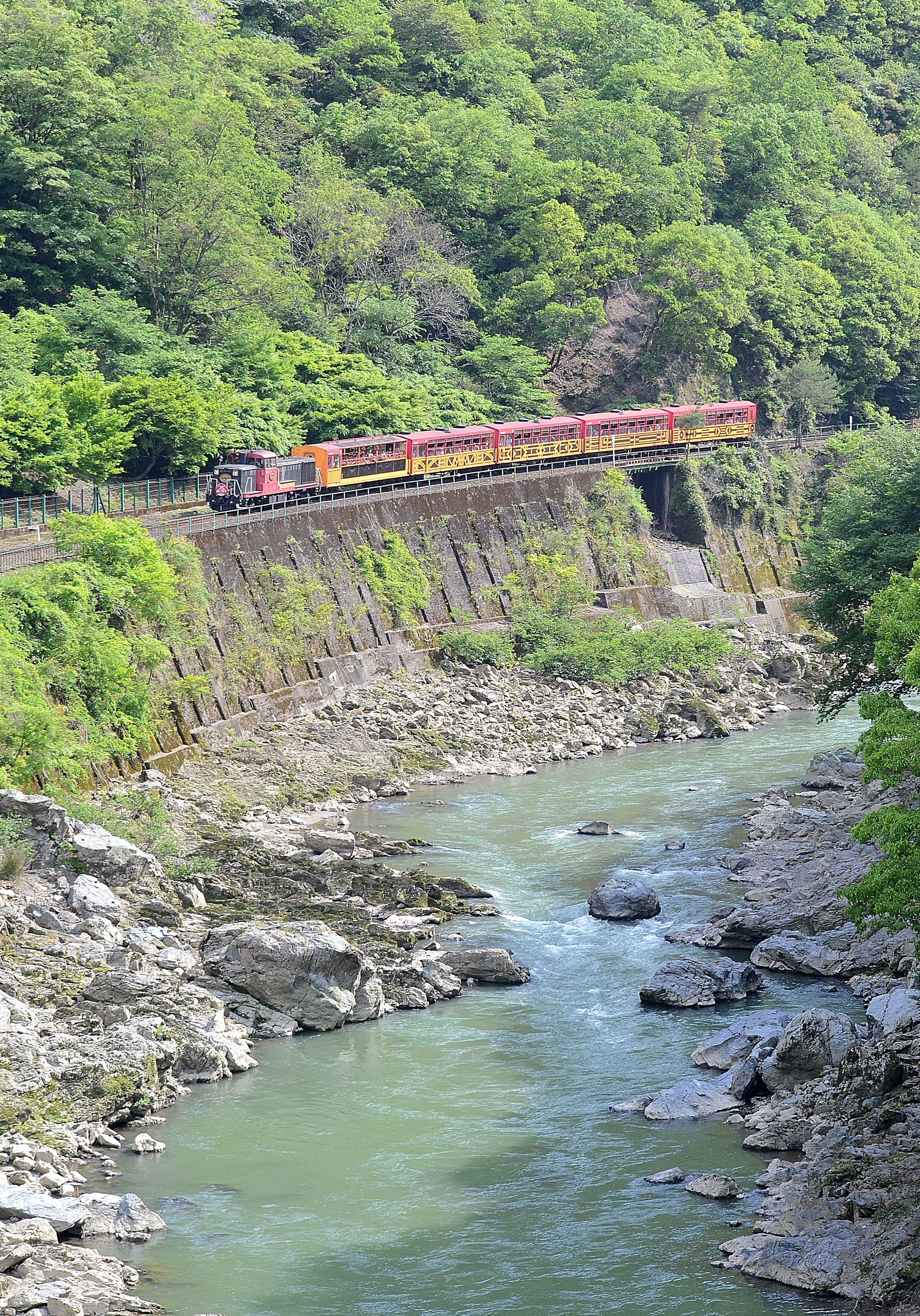
La ligne le long de la rivière Hozu

| Gare               | Nom japonais   | Distance (km) | Correspondances                                                          | Ville   |
| ------------------ | -------------- | ------------- | ------------------------------------------------------------------------ | ------- |
| Torokko Saga       | トロッコ嵯峨   | 0             | JR West : Sagano (à Saga-Arashiyama) Randen : Arashiyama (à Randen-Saga) | Kyoto   |
| Torokko Arashiyama | トロッコ嵐山   | 1,0           |                                                                          | Kyoto   |
| Torokko Hozukyō    | トロッコ保津峡 | 3,4           |                                                                          | Kyoto   |
| Torokko Kameoka    | トロッコ亀岡   | 7,3           | JR West : Sagano (à Umahori)                                             | Kameoka |

## Matériel roulant
Le Sagano Scenic Railway utilise une locomotive diesel de type DE10 et 5 voitures panoramiques.